# Yaşar Kemal
Yaşar Kemal, pseudonimo di Kemal Sadık Gökçeli (Gökçedam, 6 ottobre 1923 – Istanbul, 28 febbraio 2015), è stato uno scrittore, giornalista e intellettuale turco.
Il suo romanzo Memed il falco, del 1955, gli valse un importante successo che gli permise anche di essere candidato, nel 1972, per il Premio Nobel per la Letteratura. 
Nel 1996 venne condannato a un anno e otto mesi di carcere, sentenza in seguito sospesa, per le critiche espresse in uno dei suoi libri circa la gestione del governo turco della questione della minoranza curda.

## Opere tradotte in italiano
- Bambini (Sari sicak, 1952);
- Teneke (Teneke, 1955) ;
- Saga di « Memed il falco » :

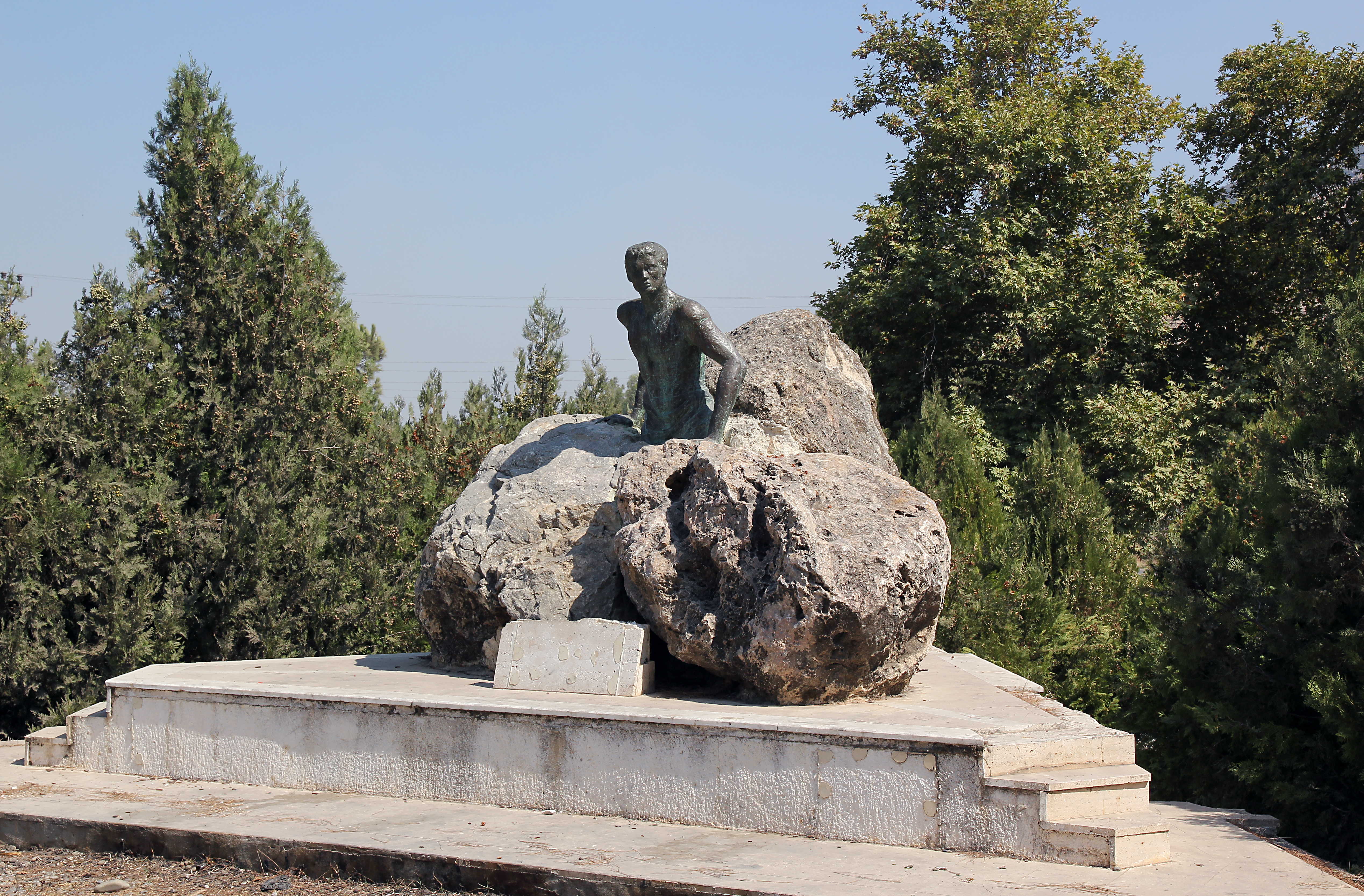
Monumento al personaggio di İnce Memed nel villaggio natale di Yaşar Kemal

  - Memed il falco. Memed I(İnce Memed, 1955) ;
  - Il ritorno di Memed il falco. Memed II (İnce Memed II, 1969) ;
  - İnce Memed III, 1984 (non ancora tradotto in italiano) ;
  - İnce Memed IV, 1987 (non ancora tradotto in italiano);
- « Trilogia della montagna » :
  - Al di là della montagna (Ortadirek, 1960) ;
  - Terra di ferro, cielo di rame (Yer Demir Gök Bakır, 1963) ;
  - L'erba che non muore mai (Ölmez Otu, 1968) ;
- La collera del monte Ararat (Ağrıdağı Efsanesi, 1970) ;
- Il canto dei mille tori (Binboğalar Efsanesi, 1971) ;
- Tu schiaccerai il serpente (Yılanı Öldürseler, 1976) ;
- Il re degli elefanti e Barba Rossa la formica zoppa (Filler Sultanı ile Kırmızı Sakallı Topal Karınca, 1977) ;
- Gli uccelli tornano a volare (Kuşlar da Gitti, 1978);
- Guarda l'Eufrate rosso di sangue (Fırat Suyu Kan Akıyor Baksana, 1997);

La maggior parte delle opere di Kemal tradotte in italiano sono pubblicate da Giovanni Tranchida Editore.
Il compositore italiano Fabio Vacchi, ha composto un'opera lirica in tre atti basata sul romanzo Teneke e rappresentata per la prima volta nel 2007 presso il Teatro alla Scala di Milano.